# 주간경향
주간경향(週刊京鄕)은 경향신문사에서 발행하는 주간지이다. 지면은 80쪽 내외이다. 1992년 뉴스메이커라는 이름으로 창간되었다가 2008년 위클리 경향으로 개칭했다. 현재의 명칭은 2011년 1월부터 사용한 것이다. 한겨레21, 시사인과 더불어 대표적인 진보성향 시사주간지이다.
매주 특정 인물을 커버스토리로 다루는 것이 특징이며, 정치, 경제, 사회, 문화, 국제, 과학, 스포츠 등 각 분야를 다룬다.
한편, 주간경향은 1968년 11월 17일부터 1995년 5월 31일까지 발행된 경향신문사의 연예·오락 주간지의 이름이기도 한데 내용은 선데이 서울과  비슷했다. 주간경향은 창간 이래로 당대 지식인들의 평론을 책의 맨 마지막인 권말에 게재하는 전통이 있다.

## 역사
- 1992년 5월 15일 뉴스메이커 창간(1호~791호)
- 2008년 9월 8일 제호를 위클리경향(Weekly 경향)으로 변경(792호~906호)
- 2011년 1월 4일 제호를 주간경향으로 변경(907호~현재)

## 권말 칼럼 필진
- 1993년 ~ 1998년 복거일
- 이인화
- 1995년 지만원
- 1998년 이필상 고려대학교 경영학과 교수
- 1998년 박상기 연세대학교 법학과 교수
- 1999년 6월 ~ 1999년 11월 '우리 말 바른 말' 이오덕
- 2001년 염재호 고려대학교 행정학과 교수
- 2001년 조인원 경희대학교 NGO대학원 교수
- 2002년 1월 ~ 2003년 12월 맛 기행, 뒷 골목 맛집 탐험 황교익
- 2005년 11월 ~ 2006년 7월 한국의 공연 문화 탁현민
- 2009년 9월 ~ 2009년 12월 문화비평 칼럼 탁현민
- 2008년 2월 ~ 2008년 11월 환경토크 안병옥
- 2012년 1월 ~ 2014년 4월 터치스크린 허지웅
- 2013년 이준석